# Маріка танзанійська

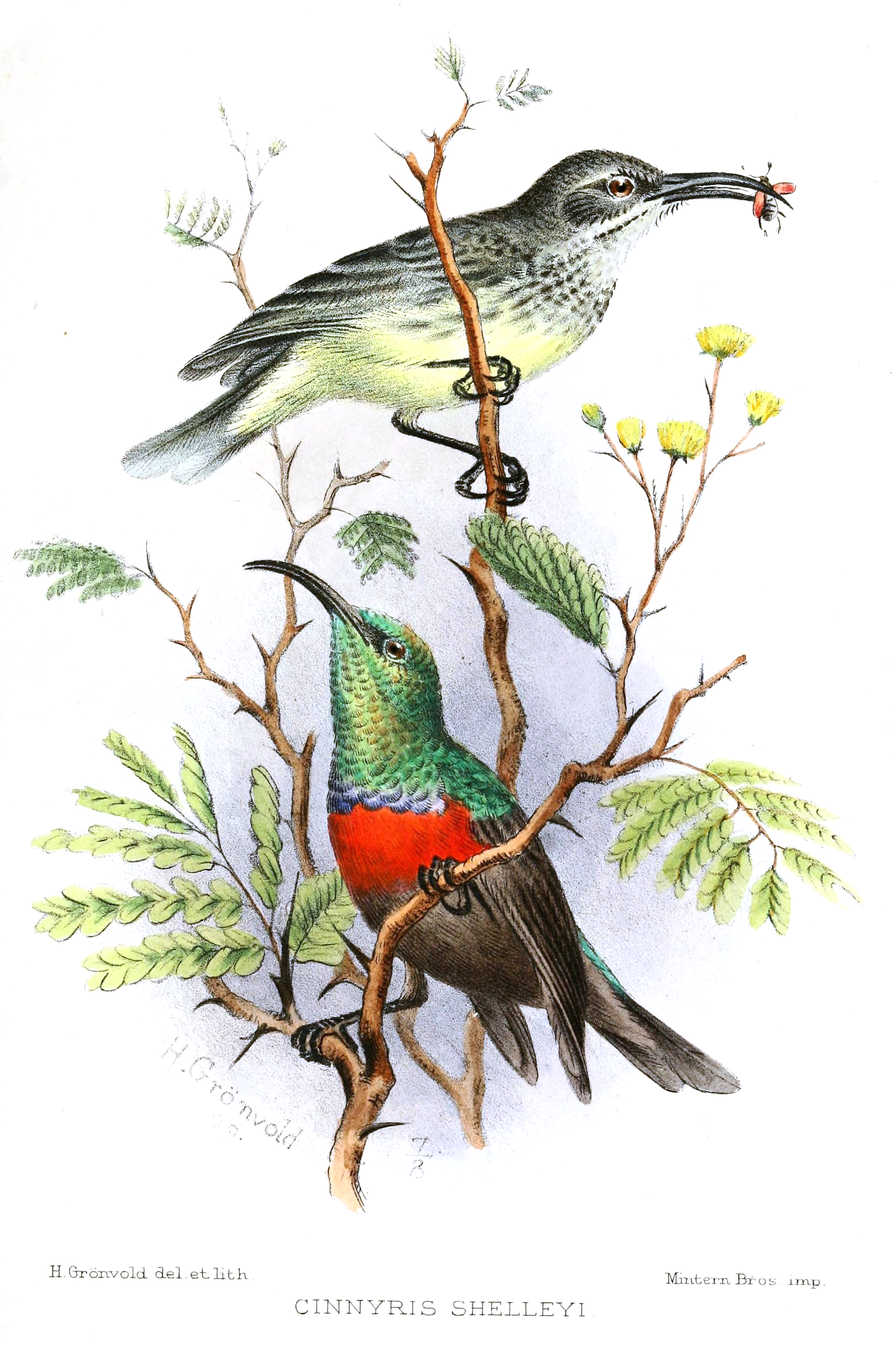
Таназанійська маріка

Ма́ріка танзанійська (Cinnyris shelleyi) — вид горобцеподібних птахів родини нектаркових (Nectariniidae). Мешкає в Східній і Центральній Африці. Вид названий на честь британського орнітолога Джорджа Ернеста Шеллі. Мікумійська маріка раніше вважалася підвидом танзанійської маріки.

## Поширення і екологія
Танзанійські маріки мешкають в Танзанії, Замбії, Малаві, Мозамбіку, Демократичній Республіці Конго, Анголі, Зімбабве і Намібії. Вони живуть в саванах і садах.